# فرنسيسكو خافيير ليدو
فرنسيسكو خافيير ليدو (بالإسبانية: Francisco Javier Lledó)‏ هو لاعب كرة قدم إسباني في مركز حراسة المرمى، ولد في 11 يوليو 1979 في Coria del Río ‏ في إسبانيا. لعب مع أتلتيكو مدريد ب وريال أوفييدو وريال بلد الوليد وريال مورسيا ونادي ألباسيتي ونادي خيريث ونادي سبتة ونادي كاستييون.

## وصلات خارجية
- فرنسيسكو خافيير ليدو على موقع قاعدة بيانات كرة القدم.إي يو (الإنجليزية)
- فرنسيسكو خافيير ليدو على موقع Soccerway.com (الإنجليزية)